# Dion Dawkins
Dion Dawkins (Rahway, Nueva Jersey, 26 de abril de 1994), apodado Shnowman, es un jugador profesional estadounidense de fútbol americano, se desempeña en la posición de offensive tackle en Buffalo Bills, en la National Football League (NFL).

## Carrera
Hizo su debut profesional con el equipo Buffalo Bills, lleva jugando siete temporadas, comenzó en el 2017.